# Кыпчакские диалекты узбекского языка
Кыпча́кские диале́кты узбе́кского языка́ (кыпчакское наречие узбекского языка) — группа говоров узбекского языка, распространенных главным образом в Узбекистане и Таджикистане. Общее число носителей остается невыясненным.

## История
Проникновение кыпчакских говоров на территорию Узбекистана и Таджикистана началось в раннем средневековье и усилилось в эпоху государства Хорезмшахов, а более мощная волна связана прежде всего с миграцией кочевых узбеков в Мавераннахр и Хорасан в XV—XVII веках. В 1500—1510 годах часть дешти-кыпчакских племен во главе с Шейбанидами проникли сначала в Мавераннахр и Хорасан, а позднее — в Хорезм и Ферганскую долину. В начале XVI века в Ферганскую долину проникли узбекские племена, а в первой половине XVII века — кыпчаки.
На протяжении XVI—XVIII вв. часть дешти-кыпчакских племен перешло на карлукско-чигильское наречие численно преобладающего местного населения. Переход на карлукско-чигильский диалект фиксируется у таких родовых групп, как катаганы и мангыты. Кыпчакский говор сохраняется у кураминцев, лакаев, кыпчаков, кунгратов, дурманов, а также частично у некоторых групп мингов, юзов и кырков.

## Распространение
Традиционно считается, что кыпчакские говоры распространены в отдельных районах Хорезмской, Кашкадарьинской, Сурхандарьинской, Самаркандской, Навоийской и Джизакской областей, а также в Таджикистане. По другим данным, представители этого наречия проживают во всех областях Узбекистана и на территории соседних республик.
Точная численность носителей кыпчакского наречия не выяснялась и может определяться приблизительно. Кроме того, в XX веке под влиянием школьного образования, СМИ и популярной культуры большое количество носителей, особенно молодое поколение, перешло на общеузбекский, наиболее близкий к карлукско-чигильскому диалекту узбекского языка.
Районы Узбекистана, где распространены кыпчакские говоры:
1. Ташкентская область:

- Ахангаранский район;
- Аккурганский район;
- Пскентский райооб.

2.  Хорезмская область:

Гурлен;
Янги Базар;
Шават;
Хивинский район.
3. Наманганская область:
- Уйчинский район;
- Туракурганский район.
- 4.Самаркандская область:

- Булунгурский район;
- Джамбайский район;
- Иштиханский район;
- Кошрабатский район;
- Пахтачинский район.
- 5.Кашкадарьинская область:

- Чиракчинский район;
- Камашинский район.
- 6. Сурхандарьинская область:

- Узунский район;
- Джаркурганский район;
- Кумкурганский район;
- Алтынсайский район;
- Шурчинский район;
- Музрабадский район;
- Кызырыкский район.

Носители кыпчакских говоров дисперсно проживают в Джизакской, Навоийской областях и Республике Каракалпакстан.

## Характеристика и классификация
Несмотря на значительные кыпчакские элементы в фонетике и лексике, на кыпчакские говоры оказали большое влияние карлукские говоры, в результате чего они хорошо взаимопонимаемы. Карлукское влияние сказалось на фонетике (окание), лексике и грамматике кыпчакских говоров. Сформировались переходные — кыпчакско-карлукские и кыпчакско-огузские — говоры.
Кыпчакский диалект узбекского языка традиционно включает джекающие, йекающие, экающие, окающие группы говоров.

## Фонетика
Характерные признаки кыпчакского наречия:
1. наличие контрастирующих гласных (ә — а, и — ы, о — ө, у — ұ) и в связи с этим сохранение сингармонизма;
2. дифтонгизация анлаутных гласных э, о, ө;
3. переход анлаутного й>дж в джекающих говорах: джахшы (ср. яхши) «хороший»;
4. отпадение конечных согласных к, қ: кичи (ср. кичик) «маленький»; аччы (ср. аччиқ) «горький, кислый»; соры (ср. сариқ) «желтый»;
5. переход ғ>в, г>й: оғиз>овыз «рот»; таги>тийи «низ»; жиҳоз>жувоз «аппаратура»;
6. чередование -н, -д, -т в аффиксках родительного и винительного падежей.

Окание характерно для большинства кыпчакских говоров. Акание и сингармонизм сохраняются в говорах кураминцев, ферганских кыпчаков и лакаев

## Лексика
Основная часть лексики кыпчакских говоров является общеузбекской и взаимопонимаемой с другими диалектами. Часть лексики кыпчакских говоров является уникальной. Однако она уникальна для каждого говора и не имеет точных сходств.
Уникальными в кыпчакских говорах являются коневодческая терминология, названия видов лошадей, некоторые виды хлеба и напитков. Характерные названия различных возрастных категорий лошадей у лакаев: қулун, калтатой, ғўнон, дўнон. Виды лошадей: тўри, жийрон, бўз, ола, тарлон и др. Виды хлеба у лакаев: чапати, табаки, қотирма, қуйбоқ, чегалдак, қуймач и др.
Кыпчакские говоры оказали большое влияние, кроме карлукско-чигильского и огузского наречий узбекского языка, также на многие говоры таджикского языка. Так, многие виды блюд и напитков, а вместе с ними и их названия, были переняты горными таджиками у лакаев и других узбекских родовых групп. К таким относятся қуртоба (напиток из кислого молока), джалама (рисовая каша), маяк (яйцо). В языке таджиков Ходжента и Канибадама имеется ряд кыпчакских узбекизмов, например джуред «идемте» вместо таджикского рафтем, восходящий к общеузбекскому юринг с характерным для кыпчакских говоров переходом й>дж.
Вместе с тем, в некоторых кыпчакских говорах Самаркандской области и Таджикистана встречаются заимствования из таджикского языка, свойственные для Самаркандско-Бухарской группы карлуко-чигильского наречия (общеузбекское чумоли — мўчча от таджикского мўрча «муравей»; общеузбекское ўргимчак — тартанак от таджикского тортанак «паук»; общеузбекское ари — зомбр от таджикского занбур «пчела»).

## В культуре
Кыпчакские говоры узбекского языка используются в массовой культуре и традиционных народных искусствах. На кыпчакских говорах исполнялись сказки, песни, народные поэмы — достоны. В различных народных гуляниях, обычаях и играх также использовались эти говоры.
Узбеки Байсунского района Сурхандарьинской области сохранили уникальную народную культуру, основанную на устном творчестве. Сказители Байсуна создали огромное количество произведений в различных фольклорных жанрах. Каждый год в Байсуне проводятся фестивали народных искусств, в которых исполняются многочисленные песни, поэмы, сказки. Они исполняются в национальных праздниках — День Независимости, Навруз, различные юбилеи; по центральным телеканалам ежедневно транслируются выступления сказителей и народных исполнителей. Байсун был включен ЮНЕСКО в число 19-ти культурных пространств, которым был присвоен титул «Шедевр устного и нематериального наследия человечества»
.
Певцы, выходцы из Сурхандарьинской, Кашкадарьинской и Ташкентской областей, исполняют эстрадные композиции на своем диалекте. Особенной популярностью пользуются песни, исполненные на кыпчакских говорах Сурхандарьинской области. Популярные исполнители из Сурхандарьинско-Кашкадарьинского региона:
- группа «Сурхон»;
- Маҳмуд Намозов;
- Ҳосила Раҳимова;
- Адҳамбек Солиев.

Известный певец Тошпўлат Маткаримов, выходец из кураминцев, исполняет песни на кураминском говоре.